# Brazlândia
Brazlândia est une région administrative du District fédéral au Brésil.